# علیرضا رضایی (طنزپرداز)
علیرضا رضایی (۲۳ اسفند ۱۳۵۳ – ۶ آذر ۱۳۹۷) نویسنده، کارگردان و طنزپرداز ایرانی بود. او متن برنامه پارازیت را برای تلویزیون صدای آمریکا می‌نوشت و تولیدکنندهٔ برنامهٔ «شفاف‌سازی» بود.

## اوایل زندگی
رضایی به دلیل شرایط شغلی پدر و مادرش، که هر دو در استخدام نیروی هوایی ارتش بودند، سال‌ها در منازل سازمانی ارتش در شهرهای مختلفی زندگی کرده بود. او در این خصوص در مصاحبه تلویزیونی در برنامه چهره‌ها گفت به دلیل شرایط خاص زندگی و شغلی والدینش، خودش در شیراز، و برادر و خواهرش، هرکدام در یک شهر (همدان و تبریز) به دنیا آمدند.

## حرفه
رضایی در دو رشتهٔ متفاوت تحصیل کرد؛ ابتدا تحصیلاتش را در دانشکده فنی بابل در رشته مهندسی عمران به پایان رساند و پس از آن به رشتهٔ ادبیات داستانی پرداخت. سپس، سرپرستی و کارگردانی گروه طنز را تحت نظارت وزارت فرهنگ و ارشاد اسلامی شهرستان بابل برعهده گرفت. او در ادامه کارهای هنری خود، مدتی به عنوان رئیس بخش هنری فرهنگسرای اندیشه در تهران مشغول به کار شد.
علیرضا رضایی طنزنویسی را از ۱۶–۱۷ سالگی با مجله گل آقا شروع کرده بود. به قول خودش: "هر هفته به اندازه کل تحریریه گل آقا برای‌شان طنز می‌نوشتم که ماهی یکیش منتشر می‌شد.
رضایی در زمانی که در بابلسر زندگی می‌کرد، در چند نوبت به دلیل اجرای طنزهای سیاسی بازداشت شد. پس از حوادث عاشورای ۸۸ از طریق کردستان عراق، به اروپا مهاجرت کرد.
علیرضا رضایی پس از مهاجرت از ایران به یکی از پرکارترین طنزنویسان ایران تبدیل شد. برایش مهم نبود که رابطه‌اش را با هیچ جماعتی حفظ کند.
«شفاف‌سازی» نام یکی از کم‌هزینه‌ترین ویدئوهای تولیدشده پیرامون طنز سیاسی و مذهبی است که او پس از جدا شدن از صدای آمریکا آن‌ها را به صورت فعال تولید می‌کرد. او ابتدا این ویدئوها را که با حمایت سایت خودنویس ساخته می‌شد، بدون استفاده از امکانات، و دوربین حرفه‌ای، به واسطهٔ وب‌کم یک لپ‌تاپ و به صورت غیرحرفه‌ای ضبط می‌کرد. سپس با حمایت سایت خودنویس، این ویدئوها، به صورت منظم، هر دوشنبه، از طریق اینترنت منتشر می‌شد.

## مرگ
وی در روز سه‌شنبه ۶ آذر ۱۳۹۷ و پس از دوره‌ای مواجهه با عارضه قلبی در شهر لیل فرانسه درگذشت.